# Valentina Savva
Valentina Savva (griechisch Βαλεντίνα Σάββα; * 17. Mai 2005 in Larnaka) ist eine zyprische Leichtathletin, die sich auf den Hammerwurf spezialisiert hat und aktuell Inhaberin des Landesrekordes ist.

## Sportliche Laufbahn
Erste internationale Erfahrungen sammelte Valentina Savva im Jahr 2021, als sie bei den U20-Europameisterschaften in Tallinn mit einer Weite von 58,38 m den neunten Platz belegte. Anschließend gelangte sie bei den U20-Weltmeisterschaften in Nairobi mit 62,18 m auf Rang fünf. Im Jahr darauf siegte sie bei den U18-Europameisterschaften in Jerusalem mit 70,18 m mit dem leichteren 3-kg-Hammer und belegte dann bei den U20-Weltmeisterschaften in Cali mit 61,17 m den vierten Platz. 2023 gewann sie bei den Spielen der kleinen Staaten von Europa (GSSE) in Marsa mit 62,97 m die Silbermedaille hinter ihrer Landsfrau Emilia Kolokotroni und kurz darauf wurde sie bei der 2. Liga der Team-Europameisterschaft im Rahmen der Europaspiele in Chorzów mit 65,47 m Sechste. Im Juli gewann sie bei den Balkan-Meisterschaften in Kraljevo mit 66,24 m die Bronzemedaille hinter der Moldauerin Zalina Marghieva und Olena Chamasa aus der Ukraine. Daraufhin siegte sie bei den U20-Europameisterschaften in Jerusalem mit einem Wurf auf 64,49 m. Im Jahr darauf gewann sie bei den Balkan-Meisterschaften in Izmir mit 66,64 m die Bronzemedaille hinter Marghieva aus Moldau und der Griechin Stamatia Skarvelis. Kurz darauf verpasste sie bei den Europameisterschaften in Rom mit 66,58 m den Finaleinzug. Im August gewann sie bei den U20-Weltmeisterschaften in Lima mit 67,21 m die Silbermedaille. Zudem begann sie im selben Jahr ein Studium an der University of California, Berkeley in den Vereinigten Staaten.
2025 belegte sie bei der 2. Liga der Team-Europameisterschaft in Maribor mit 69,56 m den fünften Platz und anschließend gewann sie bei den U23-Europameisterschaften in Bergen mit neuem Landesrekord von 70,22 m die Bronzemedaille hinter der Deutschen Aileen Kuhn und Nicola Tuthill aus Irland. Sie löste damit Paraskevi Theodorou als Rekordhalterin ab.
In den Jahren 2023 und 2024 wurde Savva zyprische Meisterin im Hammerwurf.